# Champvans-les-Moulins
Champvans-les-Moulins ist eine französische Gemeinde mit 317 Einwohnern (Stand: 1. Januar 2022) im Département Doubs in der Region Bourgogne-Franche-Comté. Sie gehört zum Arrondissement Besançon und ist Mitglied im Gemeindeverband Grand Besançon Métropole. Die Bewohner werden Champvantiers und Champvantières genannt.

## Geographie
Champvans-les-Moulins liegt auf 252 m, etwa neun Kilometer westlich der Stadt Besançon (Luftlinie). Das Dorf erstreckt sich in einer Talmulde in der leicht gewellten Landschaft zwischen den Flussläufen von Doubs im Süden und Ognon (im Norden).
Die Fläche des 2,52 km² großen Gemeindegebiets umfasst einen Abschnitt südlich des Ognon. Der Hauptteil des Gebietes wird von der Talmulde des Dorfbachs eingenommen, der das Gebiet nach Norden zur Lanterne und damit zum Ognon entwässert. Flankiert wird diese Mulde auf beiden Seiten von sanften Anhöhen, die bis maximal 307 m ansteigen. Die nördliche Gemeindegrenze verläuft entlang dem Waldgebiet Bois du Chanois.
Zu Champvans-les-Moulins gehört der Weiler Les Moulins (240 m). Nachbargemeinden von Champvans-les-Moulins sind Pouilley-les-Vignes im Norden und Osten, Serre-les-Sapins und Chemaudin et Vaux mit Vaux-les-Prés im Süden sowie Champagney und Noironte im Westen.

## Geschichte
Erstmals urkundlich erwähnt wird Champvans im Jahr 1283 unter dem Namen Chanvanz. Im Mittelalter gehörte das Dorf zum Domkapitel von Besançon, kam durch Kauf im Lauf des 17. Jahrhunderts jedoch an die Herrschaft Audeux. Während des Dreißigjährigen Krieges wurde Champvans schwer in Mitleidenschaft gezogen. Zusammen mit der Franche-Comté gelangte das Dorf mit dem Frieden von Nimwegen 1678 definitiv an Frankreich. Champvans besitzt keine eigene Kirche; die erste Schule wurde im Jahr 1842 eingerichtet. Um eine Verwechslung anderen gleichnamigen Gemeinde zu vermeiden, wurde Champvans 1936 offiziell in Champvans-les-Moulins umbenannt.

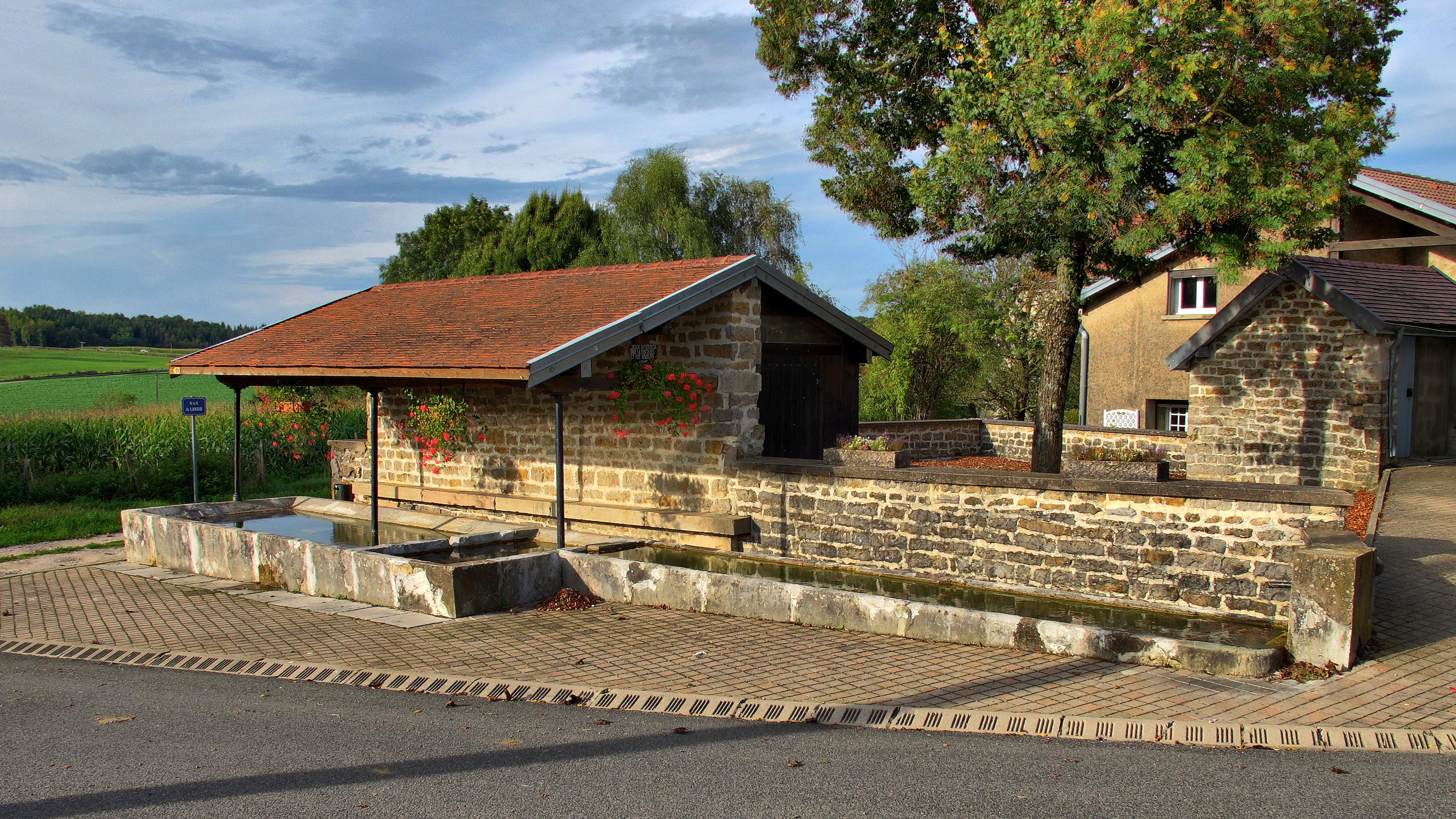
Ehemaliges Lavoir und Viehtränke

## Bevölkerung
| Jahr                       | 1962 | 1968 | 1975 | 1982 | 1990 | 1999 | 2004 | 2016 |
| Einwohner                  | 49   | 88   | 178  | 212  | 237  | 232  | 319  | 348  |
| Quellen: Cassini und INSEE |      |      |      |      |      |      |      |      |

Mit 317 Einwohnern (Stand 1. Januar 2022) gehört Champvans-les-Moulins zu den kleinen Gemeinden des Départements Doubs. Nachdem die Einwohnerzahl in der ersten Hälfte des 20. Jahrhunderts stets im Bereich zwischen 30 und 60 Personen gelegen hatte, wurde seit Beginn der 1960er Jahre ein markantes Bevölkerungswachstum verzeichnet. Seither hat sich die Einwohnerzahl mehr als versechsfacht.

## Wirtschaft und Infrastruktur
Champvans-les-Moulins war bis weit ins 20. Jahrhundert hinein ein vorwiegend durch die Landwirtschaft (Ackerbau, Obstbau und Viehzucht) geprägtes Dorf. Daneben gibt es heute einige Betriebe des lokalen Kleingewerbes. Mittlerweile hat sich das Dorf auch zu einer Wohngemeinde gewandelt. Viele Erwerbstätige sind Wegpendler, die in der Agglomeration Besançon ihrer Arbeit nachgehen.
Die Ortschaft ist verkehrstechnisch gut erschlossen. Sie liegt an einer Departementsstraße, die von Besançon nach Audeux führt. Der nächste Anschluss an die Autobahn A36, welche das Gemeindegebiet durchquert, befindet sich in einer Entfernung von ungefähr sechs Kilometern.